# حديقة حيوان برلين
حديقة حيوان برلين هي أقدم وأشهر حديقة حيوانات في ألمانيا. تم افتتاحها في عام 1844 ، وهو تغطي مساحة 35 هكتارًا (86.5 فدانًا) مع حوالي 1380 نوعًا مختلفًا وأكثر من 20،200 الحيوانات ، تقدم الحديقة واحدة من أكثر مجموعات الأنواع شمولاً في العالم.